# Bérengère de Castille (1253-1300)
Pour les articles homonymes, voir Bérengère de Castille.
Berengère de Castille (1253-1300), est une infante de Castille et dame de Guadalajara. Elle est la fille aînée d'Alphonse X de Castille et de Yolande d'Aragon.

## Biographie
Bérengère est proclamée héritière du trône de Castille en 1254 aux Cortes de Tolède. En effet, avec la naissance de sa sœur Béatrice à l'automne 1254, son père envisage la possibilité qu'elle devienne reine, et c'est pour cela qu'il entame des négociations de mariage pour l'unir avec Louis de France, fils et héritier de Saint-Louis.
En mai 1255, une assemblée plénière se tient à Palencia dans le but de la reconnaître officiellement comme héritière. Cependant, naît à l'automne l'infant Ferdinand de la Cerda, qui devient l'héritier du trône. Cette naissance ne remet pas en cause ses fiançailles avec le prince Louis.
C'est la seule des enfants légitimes d'Alphonse X qui soit restée à ses côtés durant la rébellion de l'infant Sanche.
Dans le codicille du testament d'Alphonse X, rédigé le 10 janvier 1284, plusieurs mois avant la mort du monarque, le roi confirme à Bérengère, qui détenait déjà la seigneurie de Guadalajara, la possession de tous les biens qu'il lui avait accordé et que son frère, le futur Sanche IV, lui avait enlevé. Le roi ordonne également que si l'infante ne récupérait pas ses biens, les revenus des villes d'Écija et de Jerez de la Frontera lui soient accordés.
Bérengère, qui selon certaines sources aurait rejeté la demande en mariage du sultan d'Egypte parce qu'il n'était pas chrétien, entre au monastère de las Huelgas avant 1284.